# Iván Pedroso
Pour les articles homonymes, voir Pedroso.
Iván Lázaro Pedroso Soler (né le 17 décembre 1972 à La Havane) est un athlète cubain spécialiste du saut en longueur. 
Pedroso marque durablement la discipline en remportant le titre olympique en 2000, neuf titres mondiaux (quatre en plein air et cinq en salle) ainsi que trois titres aux Jeux panaméricains. Durant ses dix-sept années de carrière au plus haut niveau, il figure en tête des bilans mondiaux de l'IAAF à quatre reprises, et réalise par ailleurs vingt-deux sauts au-delà des 8,50 m.
Il est entraîneur du triple sauteur français Teddy Tamgho et de la recordwoman du monde de la discipline Yulimar Rojas.

## Carrière sportive

### Débuts
Iván Pedroso commence l'athlétisme par le demi-fond avant d'être repéré par l'ancien sauteur en longueur Milán Matos lors d'un entraînement au centre sportif Cerro Pelado Eide de La Havane. Auteur de 7,43 m à l'âge de quinze ans, il quitte la capitale cubaine pour rejoindre Milán Matos à l'académie d'athlétisme de Santiago de Cuba. Il fait ses débuts sur la scène internationale à l'occasion des Championnats d'Amérique centrale et des Caraïbes juniors de 1990 dans lesquels il remporte la médaille d'argent, puis termine au pied du podium des Championnats du monde juniors de Plovdiv avec un saut à 7,81 m. Cette même année, il franchit pour la première fois la barrière des huit mètres en réalisant 8,06 m à Orlando. Il obtient sa première médaille internationale en catégorie sénior dès l'année suivante en montant sur la troisième marche du podium des Jeux panaméricains disputés à La Havane.
Il se hisse parmi les meilleurs sauteurs en longueur mondiaux dès la saison 1992 en franchissant 8,79 m avec vent trop favorable à La Havane, puis 8,53 m dans des conditions régulières (+1,6 m/s) lors des Championnats Ibéro-américains de Séville, signant à l'occasion son premier succès lors d'une compétition internationale sénior. Il se classe quatrième des Jeux olympiques de Barcelone, dans un concours dominé par les Américains Carl Lewis et Mike Powell, considérés comme les meilleurs spécialistes mondiaux de la discipline. Sélectionné dans l'équipe des Amériques lors de la Coupe du monde des nations de La Havane, Pedroso s'impose avec la marque de 7,97 m. Le Cubain remporte son premier succès international en début de saison 1993 en s'imposant en finale des mondiaux en salle de Toronto avec un saut à 8,23 m, devant l'Américain Joe Greene. Il subit le premier échec de sa carrière en finale des Championnats du monde de Stuttgart en mordant ses trois sauts, terminant douzième et dernier du concours.

### Premiers titres mondiaux
En 1995, le Cubain conserve son titre aux Championnats du monde en salle de Barcelone où il établit un nouveau record de la compétition avec 8,51 m. Le 18 juillet, il réalise un saut à 8,71 m (+1,9 m/s) lors du meeting de Salamanque, améliorant son record personnel et signant la meilleure performance de l'année devant l'Américain Kareem Streete-Thompson. Une semaine plus tard, lors du meeting en altitude de Sestrières, en Italie, Iván Pedroso établit la marque de 8,96 m dans des conditions de vent régulières de 1,2 m/s, améliorant d'un centimètre le record du monde de l'Américain Mike Powell réalisé en finale des Championnats du monde de Tokyo, en 1991. Mais après enquête et visionnage des vidéos, la Fédération italienne d'athlétisme décide ne pas transmettre le procès-verbal d'homologation à l'IAAF après avoir constaté qu'un officiel italien, l'ancien perchiste Luciano Gamello fan de saut en longueur et à ses dires uniquement de Pedroso, s'est placé volontairement à un demi pied de l'anémomètre uniquement lors des 6 sauts du Cubain, en faussant ainsi la mesure. Sur les 60 sauts de la compétition, uniquement 4 sauts dont 3 de Pedroso n'étaient pas faussés par le vent. Moins d'un mois plus tard, le Cubain remporte les Championnats du monde de Göteborg avec un saut à 8,70 m, devant le Jamaïcain James Beckford (8,30 m) et l'Américain Mike Powell (8,29 m). Il s'impose également lors de la Finale du Grand Prix de Monaco avec un bond à 8,49 m. Blessé aux ischio-jambiers lors des Championnats de Cuba, en mars 1996, il se présente diminué lors des Jeux olympiques d'Atlanta. Pedroso ne prend que la douzième place de la finale avec un meilleur saut mesuré à 7,75 m.

### Au sommet de la discipline
Bien remis de ses problèmes physiques aux tendons, Iván Pedroso réalise en 1997 l'une des meilleures saisons de sa carrière. Auteur d'un nouveau record personnel en salle, en février à Liévin, avec 8,60 m, il s'adjuge quelques jours plus tard au Palais omnisports de Paris-Bercy son troisième titre consécutif de champion du monde en salle (8,51 m), dépassant au palmarès l'Américain Larry Myricks, titré à deux reprises en 1987 et 1989. Le Cubain commence sa saison en plein air par une victoire acquise aux Championnats d'Amérique centrale et des Caraïbes de San Juan, à Porto Rico, devant son compatriote Jaime Jefferson. Vainqueur par la suite des Universiades d'été de Catane en Sicile, il améliore son record personnel lors du meeting de Padoue en franchissant 8,63 m (vent favorable de 1,1 m/s), meilleure performance mondiale de l'année 1997. Figurant parmi les favoris des sixièmes championnats du monde d'athlétisme, à Athènes, il remporte son deuxième titre de rang avec la marque de 8,42 m réalisée à son premier essai, devant l'Américain Erick Walder (8,38 m) et le Russe Kirill Sosunov (8,18 m). Dominateur tout au long de la saison 1997, il s'impose lors de le Finale du Grand Prix de Fukuoka avec un saut à 8,53 m.
Iván Pedroso commence sa saison 1998 par une victoire obtenue lors des Goodwill Games de New York avec un saut à 8,54 m, meilleure performance mondiale de l'année derrière les 8,60 m de James Beckford. En l'absence de compétition internationale majeure, il dispute et remporte pour la première fois la finale des Jeux d'Amérique centrale et des Caraïbes se déroulant au mois d'août à Maracaibo, au Venezuela. Il s'impose enfin lors de la Coupe du monde des nations de Johannesburg devant l'Australien Jai Taurima, obtenant ainsi son deuxième succès dans cette compétition. Il confirme son rang en début d'année suivante en enlevant à Maebashi son quatrième titre de champion du monde en salle. Dans un concours très relevé, le Cubain réalise avec 8,62 m réussi à son sixième et dernier essai, la deuxième meilleure performance de tous les temps en salle derrière les 8,79 m de Carl Lewis établis en 1984. Il améliore le record des Championnats et devance de peu l'Espagnol Yago Lamela, auteur d'un nouveau record d'Europe avec 8,56 m. Pedroso poursuit sa saison 1999 par une victoire aux Jeux panaméricains de Winnipeg (8,52 m), puis par un succès au meeting de Padoue où il réalise la meilleure performance mondiale de l'année avec 8,60 m. Le 5 août à Séville, il remporte son troisième titre consécutif de champion du monde en plein air avec la marque de 8,56 m, devant Yago Lamela (8,40 m) et Gregor Cankar (8,36 m). Il devient le sauteur en longueur le plus titré dans cette compétition, devançant désormais au palmarès Carl Lewis et Mike Powell, champions du monde à deux reprises seulement. En fin de saison 1999, le Cubain s'impose lors de la finale du Grand Prix de Munich (8,43 m).

### Médaille d'or olympique, neuvième titre mondial

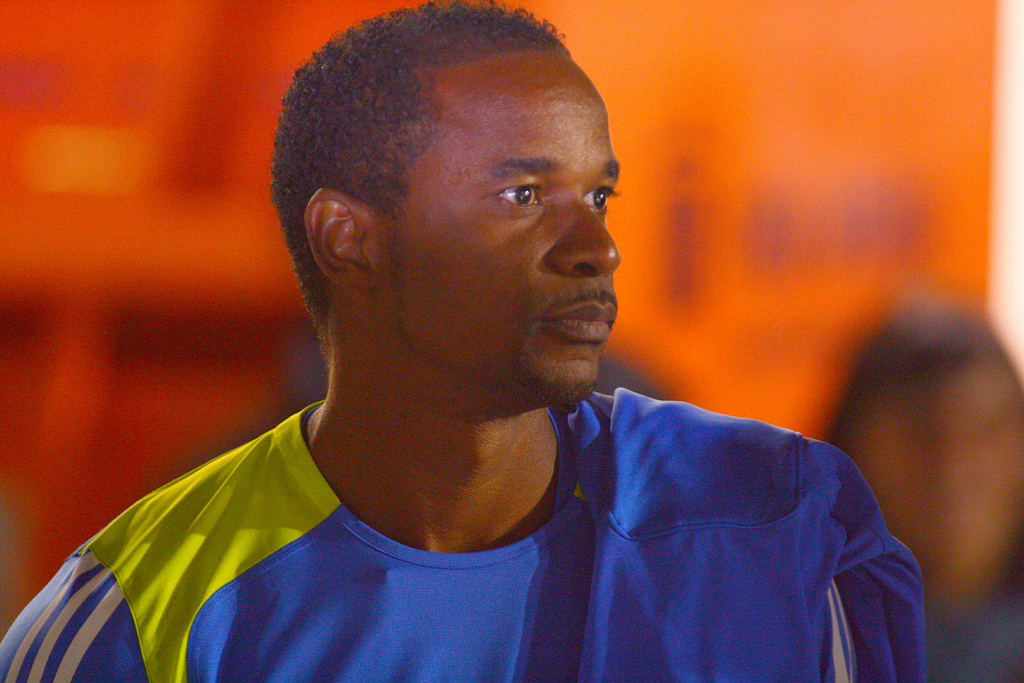
Iván Pedroso en 2010

Les Jeux olympiques de 2000 constituent l'objectif principal de la saison d'Iván Pedroso après ses échecs de 1992 et 1996. Il se distingue dès le mois de juin à Iéna en réalisant avec 8,65 m la meilleure performance mondiale de l'année. À Sydney, en août, le Cubain prend rapidement la tête de la finale dès son deuxième essai avec 8,34 m avant que Jai Taurima ne franchisse la même longueur à sa troisième tentative. Le Cubain reprend momentanément la première place du concours avec 8,41 m à son quatrième essai, mais l'Australien le devance à nouveau au passage suivant en établissant 8,49 m, nouveau record d'Océanie. Pedroso parvient néanmoins à remporter son premier titre olympique avec un saut à 8,55 m réalisé à son sixième et dernier essai, devenant à l'occasion le premier athlète cubain titré au saut en longueur.
En début d'année 2001 à Lisbonne, le Cubain s'adjuge son cinquième titre mondial en salle d'affilée. Il établit son meilleur saut de l'année avec 8,43 m, devançant largement Kareem Streete-Thompson, médaillé d'argent. Le 11 août 2001, Iván Pedroso remporte le concours des Championnats du monde d'Edmonton avec un saut à 8,40 m réussi à son cinquième essai, l'Américain Savanté Stringfellow (8,24 m) et le Portugais Carlos Calado (8,21 m) complétant le podium. Cette victoire constitue son quatrième titre mondial en plein air et le neuvième titre mondial de sa carrière si l'on ajoute ses cinq victoires remportées en salle. Il termine la saison 2001 deuxième meilleur performeur mondial de l'année, à un centimètre seulement des 8,41 m de James Beckford.
Plusieurs athlètes devancent le Cubain aux bilans mondiaux de l'année 1998, dont font partie les Américains Miguel Pate et Dwight Phillips. Il réalise un saut à 8,30 m en fin de saison à Padoue, avant de se classer deuxième de la Coupe du monde des nations de Madrid (8,19 m) à un centimètre seulement de l'Américain Savanté Stringfellow. En août 2003, Iván Pedroso remporte pour la troisième fois de sa carrière les Jeux panaméricains devant son compatriote Luis Felipe Méliz. Blessé, il déclare forfait pour les Championnats du monde de Paris-Saint-Denis se déroulant deux semaines plus tard.
De retour sur les pistes d'athlétisme en début d'année 2004, il ne termine que huitième des Championnats du monde en salle de Budapest avec un saut à 8,09 m, puis monte sur la troisième marche du podium des Championnats Ibéro-américains de Huelva (7,78 m), loin derrière l'Espagnol José Miguel Martínez. Désigné porte-drapeau de la délégation cubaine lors de la Cérémonie d'ouverture des Jeux olympiques de 2004, Pedroso prend la septième place de la finale avec 8,23 m, son meilleur saut de l'année.
Le dernier podium international de sa carrière est obtenu en 2006 à l'occasion des Jeux d'Amérique centrale et des Caraïbes de Carthagène des Indes où le Cubain se classe deuxième du concours derrière la nouvelle génération représentée par le Panaméen Irving Saladino. En 2007, après avoir pris la quatrième place des Jeux Panaméricains de Rio de Janeiro, Iván Pedroso annonce sa retraite sportive.

## Reconversion
Immédiatement après la fin de sa carrière sportive en 2007, Iván Pedroso entame une carrière d'entraîneur sportif, devenant l’assistant de Milan Matos, l'entraîneur de ses débuts, à La Havane. En charge durant plusieurs saisons de sa compatriote Yargelis Savigne, le Cubain entame en septembre 2010 une collaboration avec le triple-sauteur français Teddy Tamgho.
Il entraine désormais un groupe de triple sauteurs : le Portugais Nelson Évora (champion du monde 2007, olympique 2008), la Vénézuélienne Yulimar Rojas (vice-championne olympique 2016,et championne olympique  à Tokyo en 2021), le Sud-Africain Godfrey Mokoena (vice-champion olympique 2008), les Espagnoles Ana Peleteiro (championne du monde junior 2012) et Ruth Ndoumbe (4e Europe 2014).

## Palmarès

### International
Hormis ses échecs aux Championnats du monde de 1993 (éliminé en qualifications) et aux Jeux olympiques de 1996 (12e de la finale), Iván Pedroso  a remporté toutes les compétitions internationales hors meetings durant la période allant des Championnats Ibéro-américains de 1992 jusqu'aux Championnats du monde de 2001. De 1993 à 2000, il subit dix défaites seulement : cinq face au Jamaïcain James Beckford, quatre face à l'Américain Mike Powell et une face au Bulgare Ivalo Mladenov.
| Année | Compétition                              | Lieu                 | Place | Marque |
| ----- | ---------------------------------------- | -------------------- | ----- | ------ |
| 1990  | Championnats du monde juniors            | Plovdiv              | 4e    | 7,81 m |
| 1991  | Jeux panaméricains                       | La Havane            | 3e    | 7,96 m |
| 1992  | Jeux olympiques                          | Barcelone            | 4e    | 8,11 m |
| 1992  | Championnats Ibéro-américains            | Séville              | 1er   | 8,53 m |
| 1992  | Coupe du monde des nations               | La Havane            | 1er   | 7,97 m |
| 1993  | Championnats du monde en salle           | Toronto              | 1er   | 8,23 m |
| 1995  | Championnats du monde en salle           | Barcelone            | 1er   | 8,51 m |
| 1995  | Jeux panaméricains                       | Mar del Plata        | 1er   | 8,50 m |
| 1995  | Championnats du monde                    | Göteborg             | 1er   | 8,70 m |
| 1995  | Finale du Grand Prix                     | Monaco               | 1er   | 8,49 m |
| 1996  | Jeux olympiques                          | Atlanta              | 12e   | 7,75 m |
| 1997  | Championnats du monde en salle           | Paris                | 1er   | 8,51 m |
| 1997  | Champ. d'Am. centrale et des Caraïbes    | San Juan             | 1er   | 8,54 m |
| 1997  | Universiade                              | Sicile               | 1er   |        |
| 1997  | Championnats du monde                    | Athènes              | 1er   | 8,42 m |
| 1997  | Finale du Grand Prix                     | Fukuoka              | 1er   | 8,53 m |
| 1998  | Jeux d'Amérique centrale et des Caraïbes | Maracaibo            | 1er   | 8,45 m |
| 1998  | Coupe du monde des nations               | Johannesburg         | 1er   | 8,37 m |
| 1999  | Championnats du monde en salle           | Maebashi             | 1er   | 8,62 m |
| 1999  | Jeux panaméricains                       | Winnipeg             | 1er   | 8,52 m |
| 1999  | Championnats du monde                    | Séville              | 1er   | 8,56 m |
| 1999  | Finale du Grand Prix                     | Munich               | 1er   | 8,43 m |
| 2000  | Jeux olympiques                          | Sydney               | 1er   | 8,55 m |
| 2001  | Championnats du monde en salle           | Lisbonne             | 1er   | 8,43 m |
| 2001  | Championnats du monde                    | Edmonton             | 1er   | 8,40 m |
| 2001  | Finale du Grand Prix                     | Sydney               | 6e    | 7,83 m |
| 2002  | Coupe du monde des nations               | Madrid               | 2e    | 8,19 m |
| 2003  | Jeux panaméricains                       | Saint-Domingue       | 1er   | 8,23 m |
| 2004  | Championnats du monde en salle           | Budapest             | 8e    | 8,09 m |
| 2004  | Championnats Ibéro-américains            | Huelva               | 3e    | 7,78 m |
| 2004  | Jeux olympiques                          | Athènes              | 7e    | 8,23 m |
| 2006  | Jeux d'Amérique centrale et des Caraïbes | Carthagène des Indes | 2e    | 7,92 m |
| 2007  | Jeux panaméricains                       | Rio de Janeiro       | 4e    | 7,86 m |

### National
Vainqueur des Championnats cubains d'athlétisme en plein air en 1992, 1993, 1995, 1997, 1998, 2000 et 2005.

## Records

### Records personnels
Iván Pedroso possède un record personnel en plein air de 8,71 m, établi le 18 juillet 1995 lors du meeting de Salamanque. Ce saut le situe au neuvième rang des meilleurs « performeurs » mondiaux de tous les temps. Son saut de 8,96 m réalisé quelques jours plus tard au meeting de Sestrières, établi dans de conditions de vent régulières, n'a en revanche jamais été soumis à homologation après avoir constaté qu'un officiel s'était placé à côté de l'anémomètre, faussant ainsi la mesure du vent. Le Cubain détient par ailleurs le troisième meilleur saut de tous les temps en salle avec 8,62 m, établi le 7 mars 1999 à Maebashi en finale des Championnats du monde en salle. Seuls l'Américain Carl Lewis (8,79 m) et l'Allemand Sebastian Bayer (8,71 m) sont crédités d'une mesure supérieure.
| Épreuve   | Performance | Lieu       | Date            |
| --------- | ----------- | ---------- | --------------- |
| Plein air | 8,71 m      | Salamanque | 18 juillet 1995 |
| Salle     | 8,62 m      | Maebashi   | 7 mars 1999     |

### Meilleures performances de l'année
| Année | Marque | Date               | Lieu             | Rang |
| ----- | ------ | ------------------ | ---------------- | ---- |
| 1990  | 8,06 m | 20 juillet 1990    | Orlando          | -    |
| 1991  | 8,22 m | 3 mai 1991         | Santiago de Cuba | 13   |
| 1992  | 8,53 m | 17 juillet 1992    | Séville          | 3    |
| 1993  | 8,49 m | 22 mai 1993        | La Havane        | 3    |
| 1994  | 8,16 m | 5 juin 1994        | Haniá            | -    |
| 1995  | 8,71 m | 18 juillet 1995    | Salamanque       | 1    |
| 1996  | 8,32 m | 19 janvier 1996    | Camagüey         | 11   |
| 1997  | 8,63 m | 8 juin 1997        | Padoue           | 1    |
| 1998  | 8,54 m | 20 juillet 1998    | Uniondale        | 2    |
| 1999  | 8,60 m | 26 juin 1999       | Padoue           | 1    |
| 2000  | 8,65 m | 3 juin 2000        | Iéna             | 1    |
| 2001  | 8,40 m | 11 août 2001       | Edmonton         | 2    |
| 2002  | 8,30 m | 1er septembre 2002 | Padoue           | 4    |
| 2003  | 8,31 m | 6 juillet 2003     | Padoue           | 7    |
| 2004  | 8,22 m | 26 août 2004       | Athènes          | 15   |
| 2005  | 8,22 m | 30 avril 2005      | Fort-de-France   | 12   |
| 2006  | 8,15 m | 5 juillet 2006     | Salamanque       | -    |
| 2007  | 8,15 m | 15 juin 2007       | La Havane        | -    |

| Année | Marque                         | Date                           | Lieu                           | Rang                           |
| ----- | ------------------------------ | ------------------------------ | ------------------------------ | ------------------------------ |
| 1990  | Aucune performance enregistrée | Aucune performance enregistrée | Aucune performance enregistrée | Aucune performance enregistrée |
| 1991  | Aucune performance enregistrée | Aucune performance enregistrée | Aucune performance enregistrée | Aucune performance enregistrée |
| 1992  | Aucune performance enregistrée | Aucune performance enregistrée | Aucune performance enregistrée | Aucune performance enregistrée |
| 1993  | 8,23 m                         | 13 mars 1993                   | Toronto                        |                                |
| 1994  | 8,26 m                         | 28 février 1994                | Le Pirée                       |                                |
| 1995  | 8,51 m                         | 11 mars 1995                   | Barcelone                      |                                |
| 1996  | 8,46 m                         | 18 février 1996                | Liévin                         |                                |
| 1997  | 8,60 m                         | 16 février 1997                | Liévin                         |                                |
| 1998  | 8,29 m                         | 4 février 1998                 | Erfurt                         |                                |
| 1999  | 8,62 m                         | 7 mars 1999                    | Maebashi                       | 1                              |
| 2000  | 8,40 m                         | 9 février 2000                 | Le Pirée                       | 1                              |
| 2001  | 8,43 m                         | 11 mars 2001                   | Lisbonne                       | 1                              |
| 2002  | 8,03 m                         | 3 février 2002                 | Stuttgart                      | 13                             |
| 2003  | Aucune performance enregistrée | Aucune performance enregistrée | Aucune performance enregistrée | Aucune performance enregistrée |
| 2004  | 8,09 m                         | 6 mars 2004                    | Budapest                       | 14                             |
| 2005  | Aucune performance enregistrée | Aucune performance enregistrée | Aucune performance enregistrée | Aucune performance enregistrée |
| 2006  | 7,27 m                         | 10 mars 2006                   | Moscou                         | -                              |
| 2007  | 7,91 m                         | 9 février 2007                 | Aubière                        | -                              |